# Amuse-gueule

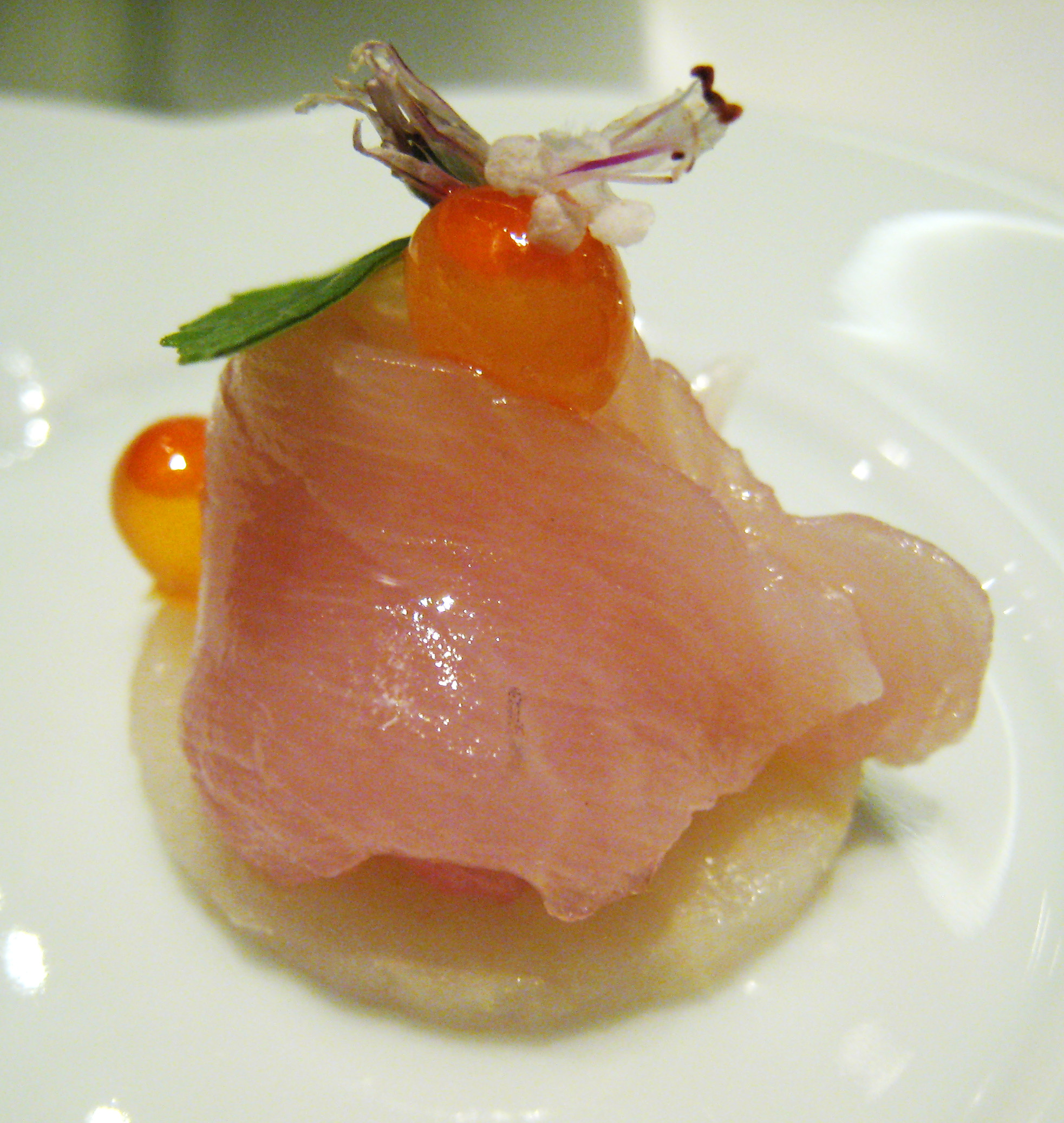
Amuse-bouche inspirat din bucătăria japoneză

Amuse-gueule [amyz ˈgœl] audioⓘ  sau amuse-bouche în traducere „încântare a gurii" este un aperitiv, de mici dimensiuni, servit la începutul mesei.